# Малая Камышеваха
Ма́лая Камышева́ха (также Малая Комышеваха укр. Мала Комишуваха) — село в Изюмском районе
Харьковской области Украины. Является административным центром Малокамышевахского сельского совета, в который также входят сёла Донецкое, Копанки, Семеновка, Снежковка, Топольское и Шпаковка.

## Население
Население по переписи 2001 года составляло 244 человека.
В результате боевых действий 2022 года на сегодняшний день в селе живёт 15 человек

## Географическое положение
Село Малая Камышеваха находится у истоков реки Грековка, ниже по течению на расстоянии в 4 км расположено село Каменка. На реке большая запруда. Через село проходит автомобильная дорога Т-2122.

## История
Село впервые упоминается в 1792 году, и было основано выходцами из расположенной неподалёку слободы Большая Камышеваха. В 1860-х годах в селе были церковь и семь ветряных мельниц.

## Экономика
- Молочно-товарная и овце-товарная фермы.

## Объекты социальной сферы
- Школа.
- Клуб.

## Достопримечательности
- Братская могила советских воинов. Похоронено 135 воинов.

## Религия
- Церковь Троицы Живоначальной[5].